# Ук (кириллица)
Ѹ, ѹ или Ꙋ, ꙋ (ук или оук, глаголица: Ⱆ) — буква старославянской азбуки. Первоначально диграф букв О и у писался горизонтально, но впоследствии, для экономии места, стали использовать вертикальную лигатуру, а впоследствии и вовсе заменили буквой У.
В старо- и церковнославянской азбуках носит название «ѹкъ», что означает «наука, учение, научение». В кириллице обычно считается 21-й по порядку, числового значения не имеет и выглядит двояко:  (первая форма буквы — заглавная; вторая и последующие — используются в церковнославянском языке как строчные, где в начало слова зачастую ставится только «оу»); в глаголице по счёту 22-я, имеет вид  и числовое значение 400.
Происхождение буквы в обеих азбуках — диграф из букв «он» (О) и «ижица» (Ѵ), перешедший в глаголице (Ⱁ + Ⱛ = Ⱆ) и одном из кириллических начертаний в лигатуру; данный диграф (и лигатура из ижицы над оном) копируют греческий способ обозначения звука [у] сочетанием букв омикрон и ипсилон: ου, ȣ.
В гражданском шрифте Петра I лигатурный кириллический «ук» приобрёл форму современной У; подробнее об истории изменения формы буквы и о разграничении функций её разных вариантов см. статью «Ижица».
В синодальном изводе церковнославянского языка лигатура ꙋ — пишется в середине или конце слова, а диграф ѹ пишется в начале слова. В (полу)уставных церковнославянских шрифтах ук-диграф (Ѹ, ѹ) технически обычно представляет собой пару отдельных литер о («он») + у («ик») (в связи с чем носит также название «он-ик»), а не единую литеру: при наборе вразрядку между его частями вставляется дополнительный пробел; при особом оформлении первой буквы фраз (когда она выделяется цветом или шрифтом иного начертания, в частности в виде буквиц) изменяется лишь первая компонента О; надстрочные же знаки (придыхание и, если нужно, ударение) ставятся по греческому образцу над второй компонентой у. Впрочем, в сербских и униатских украинских изданиях типографы поступали формальнее, относясь к ѹ как к единому неделимому знаку, наподобие ы.
Написание ѹ в старославянских и древнерусских памятниках нередко провоцирует непрофессиональных авторов на утверждение, что этот диграф звучал в древности как дифтонг [ou]. Никаких научных оснований для такого утверждения современной филологии неизвестно.

## Кодировка

### Ук-диграф
С версии Юникода 1.0 для ук-диграфа «ѹ» были предназначены коды U+0478 и U+0479. С версии Юникода 5.1 эти старые позиции считаются устаревшими и ук-диграф рекомендуется кодировать как две буквы «о»+«у».
Капитализированное начертание диграфа в Юникоде не представлено.

### Неслитный ук
С версии Юникода 5.1 для «гаммаобразного» (Υ) неслитного ука предусмотрены коды U+A64A и U+A64B в блоке «Расширенная кириллица — B». В Юникоде 9.0 был добавлен код U+1C88 в блок «Расширенная кириллица — C» для представления альтернативной строчной формы.
Следует заметить, что большинство популярных шрифтов не поддерживают эти расширенные диапазоны. В шрифтах, поставляемых с Windows 10, единственным шрифтом, поддерживающим неслитный ук, является шрифт Calibri. В Windows 7 в этом же шрифте отсутствовала поддержка неслитного ука. Linux Ubuntu 20.04 имеет две свободных шрифтовых гарнитуры с поддержкой ук — это FreeSans и некоторые из шрифтов пакета Noto (Noto Sans Display, Noto Serif, Noto Serif Display и бессистемно некоторые из азиатских шрифтов). Также можно рекомендовать свободные специализированные шрифты, вроде Ponomar, Monomakh, Menaion и т. п. Шрифт Noto с поддержкой этого ука может входить в ОС Android с версии 5, в зависимости от производителя, в то время как два других основных шрифта Android — Roboto и более старый Droids не поддерживают этот символ.

## Йотированный ук
Также существует буква йотированный ук, не включённый в Юникод, который ранее использовался в румынской кириллице.

## Пример
Пример использования буквы «ук» видим во Тмутараканской надписи: 
«по ледꙋ ѿ тъмꙋтороканѧ» («по льду от Тмутаракани»).